# Alastair Brogdon
Alastair Brogdon (Hale, 10 november 1987) is een Brits hockeyer.
Sinds juni 2009 komt de aanvaller uit voor de Engelse nationale hockeyploeg. Met zijn vaderland won hij onder meer de gouden medaille bij het EK hockey 2009 en de bronzen medaille bij de Gemenebestspelen 2014 in Glasgow. Hij speelde voor Waterloo Ducks in België en in eigen land voor Bowdon HC en Wimbledon HC. Op woensdag 3 mei 2016 maakte hoofdklasseclub HC Rotterdam bekend hem gecontracteerd te hebben, net als zijn landgenoot Adam Dixon en de Nieuw-Zeelandse international Blair Tarrant.